# 藍紫陸寄居蟹
藍紫陸寄居蟹（学名：Coenobita violascens），又名：深紫陸寄居蟹，为陸寄居蟹科陸寄居蟹屬下的一个种。原产于印度尼西亚，尼科巴群岛，泰国，柬埔寨，菲律宾和坦桑尼亚。